# Aptesis exannulata
Aptesis exannulata là một loài tò vò trong họ Ichneumonidae.